# فيكتور إيونيتا
فيكتور إيونيتا (بالرومانية: Victor Ioniță)‏ مواليد 11 مايو 1983 في بوخارست، هو لاعب كرة مضرب روماني سابق بدأ مسيرته كمحترف سنة 2000 وكان يلعب باليد اليمنى. أعلى تصنيف له في الفردي كان المركز الـ 187 في سنة 2005. أعلى تصنيف له في الزوجي كان المركز الـ 159 في سنة 2005.

## روابط خارجية
- فيكتور إيونيتا على موقع رابطة محترفي التنس (الإنجليزية)
- فيكتور إيونيتا على موقع الاتحاد الدولي لكرة المضرب (الإنجليزية)
- فيكتور إيونيتا على موقع كأس ديفيز (الإنجليزية)
- فيكتور إيونيتا على موقع خلاصة التنس.كوم (الإنجليزية)